# 신남방정책
신남방정책(新南方政策, 영어: New Southern Policy)은 문재인 정부 시절 외교 정책 중 하나이며, 대한민국과 아세안 국가들 간 관계를 한반도 주변 4강국 수준으로 끌어올리는 것을 핵심으로 한다.

## 연혁
문재인 정부가 2017년 11월 공식 발표하며 가시화되었다. 신남방정책은 사람(People)·평화(Peace)·상생번영(Prosperity) 공동체 등 이른바 ‘3P’를 핵심으로 하는 개념으로 한-아세안 미래동체를 구현하기 위해 ‘사람 중심의 평화와 번영 공동체’ 구축을 목표으로 한다.
특히 문재인 대통령은 2017년 11월에 한반도 신경제지도를 구상하며, 신북방정책과 더불어 신남방정책을 실시하며 아세안 지역 국가들과의 관계 심화를 목표로 삼았다. 한국 정부는 신남방정책을 통해서 아세안 국가들의 시장에 대한 수출, 잠재적 경제성장에 따른 무역 및 경제협력 기회 확보, 그리고 중국에 대한 무역 의존도 완화 등 복합적인 목표가 존재하였다. 특히 한-아세안 특별정상회의 한국 개최, 한-메콩 외교장관회를 한-메콩 정상회의로 격상하며 외교적 협력을 더욱 구체화시켰다.
또한 구체적인 결과로는, 주한 인도네시아 대사관에 주ASEAN 대한민국 대표부가 설치되었다. 이를 통해서 아세안 외교를 4강 외교 수준으로 올라가게 되었으며, 기존의 한국과 아세안 국가들 간 관계가 강화되었다. 또한 한국은 역내 포괄적 경제 동반자 협정 가입, 필리핀, 인도네시아 등과 자유 무역 협정 체결, 그리고 싱가포르와 디지털 경제 동반자 협정 체결 등 소기의 성과를 내었다.
2010년대 말 대두되기 시작한 인도-태평양 전략에 대하여 한국 정부는 인도-태평양 전략과 신남방정책이 서로 협력할 가능성이 있다고 평가하였다. 문재인 정부 이후에 출범한 윤석열 정부는 기존 신남방정책을 폐기하고, 새로운 인도-태평양 전략을 발표하였다.

## 같이 보기
- 역내 포괄적 경제 동반자 협정
- 동남아시아 국가 연합
- 대한민국의 대외 관계
- 아세안 자유 무역 지대
- 인도-태평양